# Resolutie 446 Veiligheidsraad Verenigde Naties
Resolutie 446 van de Veiligheidsraad van de Verenigde Naties werd aangenomen op 22 maart 1979. Twaalf leden stemden voor. Drie andere leden, Noorwegen, het Verenigd Koninkrijk en de Verenigde Staten, onthielden zich van de stemming. De resolutie riep Israël op de Vierde Geneefse Conventie na te leven in de gebieden die het in 1967 had bezet en de juridische status of bevolkingssamenstelling van deze gebieden dus niet te wijzigen.

## Achtergrond
In 1967 vocht Israël de Zesdaagse Oorlog uit tegen Egypte, Syrië en Jordanië. Tijdens die oorlog bezette Israël grondgebied van de drie tegenstanders: de Golanhoogten in Syrië, de Westelijke Jordaanoever die in 1948 door Jordanië was geannexeerd en in 1947 door de VN werd beschouwd als grondgebied van een te vormen Arabische staat, Oost-Jeruzalem met onder meer de Oude Stad die eveneens door Jordanië was geannexeerd en door de VN bestempeld als internationaal gebied) en ten slotte de Gazastrook en het schiereiland Sinaï van Egypte. Sindsdien werd alleen de Sinaï − na vredesoverleg met Egypte − in 1982 teruggegeven. De Joodse nederzettingen aldaar werden ontruimd.

## Inhoud
De Veiligheidsraad:
- Heeft de verklaring van Jordanië gehoord.
- Benadrukt de dringende noodzaak van een allesomvattende duurzame vrede in het Midden-Oosten.
- Bevestigt nogmaals dat de Geneefse Conventie betreffende de Bescherming van Burgers tijdens Oorlogstijd van toepassing is op de Arabische gebieden die sinds 1967 door Israël bezet worden, waaronder Jeruzalem.

1. Bepaalt dat Israëls beleid van het oprichten van nederzettingen op Palestijns en ander Arabisch grondgebied niet legaal is en vrede in de weg staat.
2. Betreurt dat Israël niet voldoet aan de resoluties 237, 252 en 298 van de Veiligheidsraad en de resoluties 2253 (ES-V), 2254 (ES-V), 33/5 en 33/113 van de Algemene Vergadering.
3. Roept Israël nogmaals op de Geneefse Conventie te volgen, voorgaande maatregelen in te trekken en de juridische, geografische en demografische samenstelling van de bezette gebieden niet te wijzigen door er eigen burgers naartoe te verhuizen.
4. Richt een commissie op bestaande uit drie van zijn leden om de situatie in de bezette gebieden nader te bekijken.
5. Verzoekt de commissie niet later dan 1 juli 1979 aan de Veiligheidsraad te rapporteren.
6. Verzoekt secretaris-generaal Kurt Waldheim de commissie van al het nodige te voorzien.
7. Beslist de situatie in de bezette gebieden voortdurend nauwlettend in het oog te houden en in juli 1979 opnieuw bijeen te komen om de situatie te bezien in het licht van de bevindingen van de commissie.

Lijst ·  444 ·  445 ·  446 ·  447 ·  448 ·  449 ·  450 ·  451 ·  452 ·  453 ·  454 ·  455 ·  456 ·  457 ·  458 ·  459 ·  460 ·  461